# 베네수엘라 제2공화국
베네수엘라 제2공화국(스페인어: Segunda República de Venezuela 세군다 레푸블리카 데 베네수엘라[*])은 베네수엘라 제1공화국이 멸망한 뒤 시몬 볼리바르가 1813년 8월 7일 건국을 선언한 국가이다.
볼리바르가 서부전선 아드미라블 전역에서 도밍고 몬테베르데에게 승리하고 산티아고 마리뇨가 동부전선에서 승리하면서 건국된다. 그러나 불과 1년도 버티지 못하고 호세 토마스 보베스에게 볼리바르군은 연전연패했고, 제2공화국은 멸망한다.

## 같이 보기
- 베네수엘라 제1공화국
- 베네수엘라 제3공화국
- 그란콜롬비아
- 베네수엘라